# Frederick Low
Frederick Ferdinand Low (30 de enero de 1828 – 21 de julio de 1894) fue un político, embajador y banquero estadounidense. 
Nació en Winterport, Maine en 1828, fue miembro de la Cámara de Representantes de los Estados Unidos desde el 3 de junio de 1862 hasta el 3 de marzo de 1863, noveno Gobernador de California desde el 10 de diciembre de 1863 hasta el 15 de diciembre de 1867, y Ministro de los Estados Unidos a China entre 1869 y 1874. Murió en San Francisco, California y fue enterrado en el cementerio Cypress Lawn Memorial Park.
| Predecesor: Leland Stanford | Gobernador de California 1863-1867 | Sucesor: Henry Haight |

- Datos: Q879234
- Multimedia: Frederick Ferdinand Low / Q879234